# Kayaba Ka-1
Kayaba Ka-1 – japoński wiatrakowiec używany przez Siły Powietrzne Cesarskiej Armii Japońskiej w okresie II wojny światowej.  Kayaba Ka-1 powstał jako wersja rozwojowa amerykańskiej konstrukcji Kellett KD-1A.  Był to pierwszy uzbrojony wiropłat użyty bojowo.

## Historia

Silnik Argus As-10 eksponowany w MLP w Krakowie

Cesarska Armia Japońska zainteresowała się użyciem wiatrakowców do celów obserwacyjnych i kierowania ogniem po doświadczeniach z walk granicznych z ZSRR w latach 1938–1939, kiedy używane jeszcze przez Armię Japońską balony obserwacyjne były zestrzeliwane przez Rosjan.  Pod koniec 1939 (lub na początku 1940) do Japonii sprowadzono jeden egzemplarz amerykańskiego wiatrakowca Kellett KD-1A który miał być wykorzystany w eksperymentach jako obserwacyjny statek powietrzny korygujący ogień artylerii i jako samolot towarzyszący.  Wiatrakowiec napędzany był 7-cylindrowym, chłodzonym powietrzem, 225-konnym silnikiem gwiazdowym typu Jacobs L-4M4.  Tuż po przybyciu do Japonii wiropłat został poważnie uszkodzony i rozbity wrak został przekazany firmie K. K. Kayaba Seisakusho zajmującej się badaniami nad tego typu aparatami latającymi.
Po zakupie licencji na wiatrakowiec, na rozkaz Koko Hombu (ministerstwa ds. lotnictwa) w zakładach K. K. Kayaba Seisakusho opracowano nową wersję tego wiatrakowca w dużej mierze opierającą się na amerykańskim pierwowzorze ale zmodyfikowaną do japońskich standardów fabrycznych.
Pierwszy egzemplarz został ukończony w maju 1941, prototyp został oblatany 26 maja (według innego źródła dwa egzemplarze ukończono dopiero w 1942, a problemy z przegrzewającym się silnikiem opóźniły ich oblatania aż do 1943).  Podczas prób zademonstrował dobre właściwości lotne, m.in. zdolność do startu po zaledwie trzydziestometrowym rozbiegu i możliwość wykonania zwrotu o 360° w zawisie. Wysokość 1000 metrów osiągał w trzy minuty i dwadzieścia sekund, a 2000 metrów w siedem minut i trzydzieści sekund.
Według niektórych źródeł już w 1942 maszyna trafiła do produkcji seryjnej, według innego, zamówienie na 300 egzemplarzy złożono dopiero w 1943 i pierwsze 60 wiropłatów miało być dostarczone do marca 1944.
Przynajmniej jeden egzemplarz został przebudowany do eksperymentalnej wersji Ka-1 KAI z rakietami prochowymi na końcach płatów wirnika dla zwiększenia nośności.
Źródła różnią się co do liczby zbudowanych maszyn.  Według niektórych źródeł zbudowano tylko jeden egzemplarz w wersji Ka-2 z silnikiem gwiazdowym Jacobs L-4MA-7 i łącznie powstało 239 maszyn Ka-1 (jedna w wersji Ka-1 KAI) i jedna Ka-2, według innego zbudowano łącznie nie więcej niż 95 maszyn, z czego do 60 mogło należeć do typu Ka-2.
Szacuje się, że do 50 maszyn trafiło do jednostek wojskowych przed końcem wojny.  Niektóre z nich służyły w jednostkach artyleryjskich choć najprawdopodobniej żadna z nich nie została użyta bojowo w roli samolotu obserwacyjnego czy towarzyszącego.
Po wodowaniu lotniskowca eskortowego „Akitsu Maru” część wiropłatów została przystosowana do roli zwalczania okrętów podwodnych.  W tej roli z racji bardzo małego udźwigu operowały one w wersji jednoosobowej i uzbrojone były w dwie małe 60-kilogramowe bomby głębinowe.  Były to pierwsze uzbrojone wiropłaty użytego bojowo.  Operowały one z pokładu „Akitsu Maru” oraz z lotnisk lądowych patrolując obszary nad cieśninami Tsugaru i Koreańską.

## Konstrukcja
Kayaba Ka-1 był jednosilnikowym, dwuosobowym wiatrakowcem o konstrukcji mieszanej.  Załogę stanowili pilot i obserwator w otwartych kokpitach w układzie tandem (jeden za drugim).  Wiatrakowiec miał podwozie klasyczne, stałe z kołem ogonowym.
Wiropłat napędzany był niemieckim silnikiem (produkowanym na licencji w Kobe), chłodzonym powietrzem 8-cylindrowym silnikiem rzędowym V8 typu Argus As 10C o mocy 240 KM (250 KM według innego źródła)z dwupłatowym śmigłem, wirnik nośny był trójpłatowy.
Kayaba Ka-1 mierzył 9,2 m długości, średnica wirnika nośnego wynosiła 12,2 m.  Masa własna wiatrakowca wynosiła 775 kg, a maksymalna masa startowa do 1170 kg.  Wiropłat mógł osiągnąć prędkość 165 km/h, jego prędkość przelotowa wnosiła 115 km/h, zasięg wynosił do 280 km.
Uzbrojenie stanowiły dwie 60-kilogramowe bomby głębinowe.